# Villers-Grélot
Villers-Grélot é uma comuna francesa na região administrativa de Borgonha-Franco-Condado, no departamento de Doubs. Estende-se por uma área de 7,02 km². Em 2010 a comuna tinha 153 habitantes (densidade: 21,8 hab./km²).